# حيرام إف. ماثر
حيرام إف. ماثر هو سياسي أمريكي، ولد في 13 فبراير 1796، وتوفي في 11 يوليو 1868. انتخب عضو مجلس ولاية نيويورك ‏.